# Рокас Гиједраитис
Рокас Гиједраитис (литв. Rokas Giedraitis, Таураге, 16. август 1992) литвански је кошаркаш. Игра на позицији крила, а тренутно наступа за 1939 Канаријас.

## Клупска каријера
Гиједраитис је на почетку каријере наступао за неколико клубова у Литванији. Са екипом Шјауљаја три пута заредом освојио је Балтичку лигу док је са Лијетувос ритасом једном био освајач литванског Купа. Каријеру је од јула 2018. наставио у Алби из Берлина. Две сезоне је провео у Алби и у другој од те две освојио је немачку Бундеслигу и Куп. Док је играо за Албу уврштен је и у идеални тим Еврокупа за сезону 2018/19. У јулу 2020. потписао је трогодишњи уговор са шпанском Басконијом. Три године касније, у јулу 2023, потписао је за београдску Црвену звезду.

## Репрезентација
Са млађим селекцијама репрезентације Литваније освојио је златне медаље на Светском првенству до 19 година 2011. и на Европском првенству до 20 година 2012. године. За сениорску репрезентацију Литваније дебитовао је 2019. године. Играо је за национални тим на Светском првенству 2019. и на Европском првенству 2022. године.

## Успеси

### Клупски
- Шјауљај:
  - Балтичка лига (3): 2013/14, 2014/15, 2015/16.

- Лијетувос ритас:
  - Куп Литваније (1): 2016.

- Алба Берлин:
  - Првенство Немачке (1): 2019/20.
  - Куп Немачке (1): 2019/20.

- Црвена звезда:
  - Првенство Србије (1): 2023/24.
  - Јадранска лига (1): 2023/24.
  - Куп Радивоја Кораћа (1): 2024.

### Репрезентативни
- Светско првенство до 19 година:  2011.
- Европско првенство до 20 година:  2012.

### Појединачни
- Идеални тим Еврокупа — прва постава (1): 2018/19.
- Идеални тим шпанске АЦБ лиге — друга постава (1): 2020/21.[6]
- Најкориснији играч финала Балтичке лиге (1): 2015/16.[7]
- Најбољи стрелац Првенства Литваније (1): 2014/15.